# قراد
القُراد أو البُرام (الاسم العلمي: Argas) هو جنس من القراديات يُصيب الطيور، يعيش في المناطق الحارة. له 58 نوع منها البق الأزرق المعروف باسم برام الطيور أو برام الدجاج بيضاوي الشكل ويبلغ طوله 4-10 ملم وعرضه 2.5-6 ملم
اكتشفه لورنز اوكن عام 1818 في إيران 
القراد يستهدف في الأساس الحيوانات الأليفة وبالأخص القطط والكلاب، ولا يسلم البشر من مهاجمة القراد اللعين. ولدينا تفاصيل اكثر من خلال زيارة موقع حشرتجي

## تغذية بق الفراش
تفضّل حشرة البق دم الإنسان، ودم الحيوانات ذوات الدم الحار، حيث تقوم هذه الحشرات باللدغ غير المؤلم، وتمتص الدماء، مع العلم بأنّها لا تنقل الأمراض المعدية، ولكن من الممكن أن تسبب الحساسية، وتترك علامات ولدغات على الجلد، بالإضافة إلى أنّها تنتقل وتنتشر بسرعة، ولذلك يصعب العثور عليها والتخلّص منها.